# Середея (Новгородская область)
Середея — деревня в Валдайском районе Новгородской области. Входит в состав Короцкого сельского поселения.

## География
Деревня расположена недалеко от районного центра — Валдая.

### Часовой пояс
Деревня Середея как и вся Новгородская область, находится в часовой зоне МСК (московское время). Смещение применяемого времени относительно UTC составляет +3:00.
История
Впервые упоминается в писцовых книгах 1495 года.
Название деревни Середея имеет славянское происхождение, от основы «середа» в значении «середина, среда». Поселения в районе деревни Середея возникли в XI веке, недалеко от деревни расположен жальник, памятник археологии XI – XIV века( могильник курганного типа- мое примечание ). В конце XVI века деревня, основанная русскими крестьянами, была уничтожена литовцами, а в середине XVII века заселена карелами. Жители деревни были прихожанами Покровской церкви села Короцко, это была вторая по величине деревня прихода. В Середее имелась деревянная часовня во имя Рождества Пресвятой Богородицы. Наиболее чтимые праздники – Троица и Рождество Пресвятой Богородицы, когда совершался крестный ход на озимые поля для молебна против неурожая. Проселочные дороги связывали деревню Середея с деревнями Угриво, Ельчино, Гагрино и Моисеевичи. В деревне находилась земская школа, в которой преподавал Михаил Зимнев - священник Короцкого прихода.

## Население
| 2010 |
| ---- |
| 5    |